# Estadio Los Chankas
Estadio Los Chankas es un estadio multiusos ubicado en la ciudad de Andahuaylas, Perú, a una altitud de 2926 m s. n. m. Principalmente se utiliza para la realización de partidos de fútbol y tiene una capacidad para acoger a diez mil espectadores. La gestión del estadio está a cargo de la Municipalidad Provincial de Andahuaylas.
El estadio sirve de sede para los partidos en casa de Los Chankas, equipo que actualmente participa en la primera división desde la temporada del año 2024, así como para el Club José María Arguedas, que compite en la Copa Perú.
La construcción de este moderno complejo deportivo, con un presupuesto superior a los cuarenta millones de soles, fue posible gracias a un convenio firmado entre el gobernador regional Percy Godoy Medina y el alcalde Abel Serna Herrera, lo que refleja el esfuerzo conjunto para mejorar la infraestructura deportiva en la región.
La altitud de Andahuaylas presenta un desafío único para los equipos visitantes, requiriendo adaptaciones en términos de preparación física y estrategia de juego debido a las condiciones particulares que implica competir a 2926 m s. n. m.
El estadio albergó los amistosos internaciones entre Los Chankas ante los clubes bolivianos Real Santa Cruz y Always Ready. El 29 de enero de 2024, se disputó el encuentro entre Los Chankas y Unión Comercio por la primera fecha de la Liga 1.